# SURF III
Synchrotron Ultraviolet Radiation Facility (SURF III) — электронный синхротрон, источник синхротронного излучения в Национальном институте стандартов и технологий, Гейтерсберг, США. Используется для нужд радиометрии и исследований с излучением в диапазоне длин волн 4 ÷ 400 нм.

## Описание
Накопитель представляет собой слабофокусирующее кольцо периметром 5.2 м с максимальной энергией 400 МэВ. Инжекция из микротрона на энергии 10 МэВ.
Оборудовано 10 экспериментальных станций.

## История
Первоначально ускоритель был сооружён в 1940-х как электронный синхротрон в Национальном бюро стандартов, в Вашингтоне. В 1961 году он был перевезён в Гейтерсберг для работы в качестве источника СИ SURF с энергией 180 МэВ.. В 1974 году была проведена модернизация кольца (SURF II, энергия 300 МэВ). В 1998 году магнитная система была полностью переделана для повышения качества поля и энергии до 400 МэВ. Первый пучок в модернизированный SURF III был захвачен 17 декабря 1998 года.